# Ліцей № 36 міста Житомира імені Ярослава Домбровського
Ліцей № 36 міста Житомира імені Ярослава Домбровського —  заклад загальної середньої освіти міста Житомира. Заснований у 1937 році.

## Історія

#### Радянський період
В 1937 році було засновано школу, будівля якої була однією з перших багатоповерхових будинків на вулиці Домбровського (тоді — вулиці Сінна). Педагогічний колектив складався із 14 педагогів. Основний контингент учнів надійшов зі школи № 21, всі паралелі з першого по дев’ятий клас. У зв’язку з тим, що будівництво приміщення не було завершене, два роки школа працювала у будинку №11 по вулиці Лесі Українки, на даний час музична школа № 4 імені Лесі Українки.
Влітку 1939 року школа переїхала в новобудову й функціонує до сьогодення.
16 березня 1971 року, з нагоди відзначення 100-річчя Паризької Комуни, Житомирській загальноосвітній школі І—ІІІ ступенів №36 присвоєне ім’я Ярослава Домбровського.
З 1988 року в школі в 5—8 класах факультативно вивчалася польська мова. 1 вересня 1989 року урочисто відкрився 1 клас із вивченням польської мови. 
Одна  з двох українських шкіл Житомира за часів СРСР.

#### 2000-ті рр.
Школа з 2002 р. тісно співпрацює з Варшавським ліцеєм № 4 Республіки Польща. Учнівська співпраця здійснюється за напрямками: взаємовідвідування уроків, методичний обмін, екскурсії, вивчення побуту українських і польських сімей, ознайомлення з роботою законодавчих і виконавчих органів, учнівські конференції з історії на тему: «Спільне минуле», «Україно-польська історія на переломних етапах історії 17-21 століття».
Школа є постійним місцем проведення обласної олімпіади з історії (з 1994 р.) та обласного конкурсу виразного читання польської поезії.
На базі школи проходять міські, регіональні та міжнародні конференції вчителів та науковців, відбувається взаємовідвідування уроків, проходять диспути, круглі столи.
2 вересня 2016 року на фасаді ліцею відкрили пам’ятну дошку бійцю 74-го окремого розвідувального батальйону Ігорю Шолодько.

## Директори
- 1986—1992 роки — Сюравчик Микола Кирилович[6]
- 1992—2015 роки — Котенко Леонід Антонович[3]
- З 2015 року — Кулініч Олена Михайлівна[7]

## Випускники

### Відомі випускники
Вірченко Ніна Опанасівна (*1930) — випускниця 1946 року, перша золота медалістка, а нині професор Київського політехнічного університету, доктор фізико-математичних наук, професор, академік-секретар відділення математики АН ВШ України, віцепрезидент АН Вищої школи України.

### Учасники російсько-української війни
- Шолодько Ігор Васильович  (10 жовтня 1965 — 30 листопада 2014) — випускник ліцею, солдат Збройних сил України, учасник російсько-української війни. Один із «кіборгів»[9].
- Шапіренко Річард Павлович (09 березня 1995 — 03 листопада 2022) — випускник ліцею, військовослужбовець загинув під час виконання бойових завдань, обороняючи Андріївку на Луганщині. 11 листопада 2022 року був похований в Житомирі, на військовому кладовищі[10][11][12].[13]
- Дубровський Артем Павлович (21 липня 1999 — 25 січня 2023) — випускник ліцею 2014 року, активно займався волонтерською діяльністю. Служив у Десантно-штурмових військах ЗСУ. Героїчно загинув 25 січня 2023 року у бою із російськими окупантами на Сході України[14][15][16][17][18]
- Лісовий Євген Олексійович (22 лютого 2000 — 19 травня 2023) — випускник ліцею 2017 року. З початком повномасштабного вторгнення рф добровільно став до лав ЗСУ. Визволяв місто Херсон, саме там отримав важке поранення. Згодом обороняв Донецький напрямок. Загинув у зоні активних бойових дій[19][20][21].